# 龙洞镇 (云阳县)
龙洞镇，是中华人民共和国重庆市云阳县下辖的一个乡镇级行政单位。

## 行政区划
龙洞镇下辖以下地区：
大麦沱社区、桂花村、朝阳村、坝上村、龙升村、金道村、云奉村、高建村和龙槽村。